# 苦蘊小経
『苦蘊小経』（くうんしょうきょう、巴: Cūḷadukkhakkhandha-sutta, チューラドゥッカッカンダ・スッタ）とは、パーリ仏典経蔵中部に収録されている第14経。『小苦蘊経』（しょうくうんきょう）とも。
類似の伝統漢訳経典としては、『中阿含経』（大正蔵26）の第100経「苦陰経」や、『釈摩男本四子経』（大正蔵54）、『苦陰因事経』（大正蔵55）等がある。
釈迦が、カピラ城の釈迦族王子マハーナーマ（Mahānāma）に対して、苦にまつわる仏法を説いていく。

## 日本語訳
- 『南伝大蔵経・経蔵・中部経典1』（第9巻） 大蔵出版
- 『パーリ仏典 中部（マッジマニカーヤ）根本五十経篇I』 片山一良訳 大蔵出版
- 『原始仏典 中部経典1』（第4巻） 中村元監修 春秋社